# Weberlori

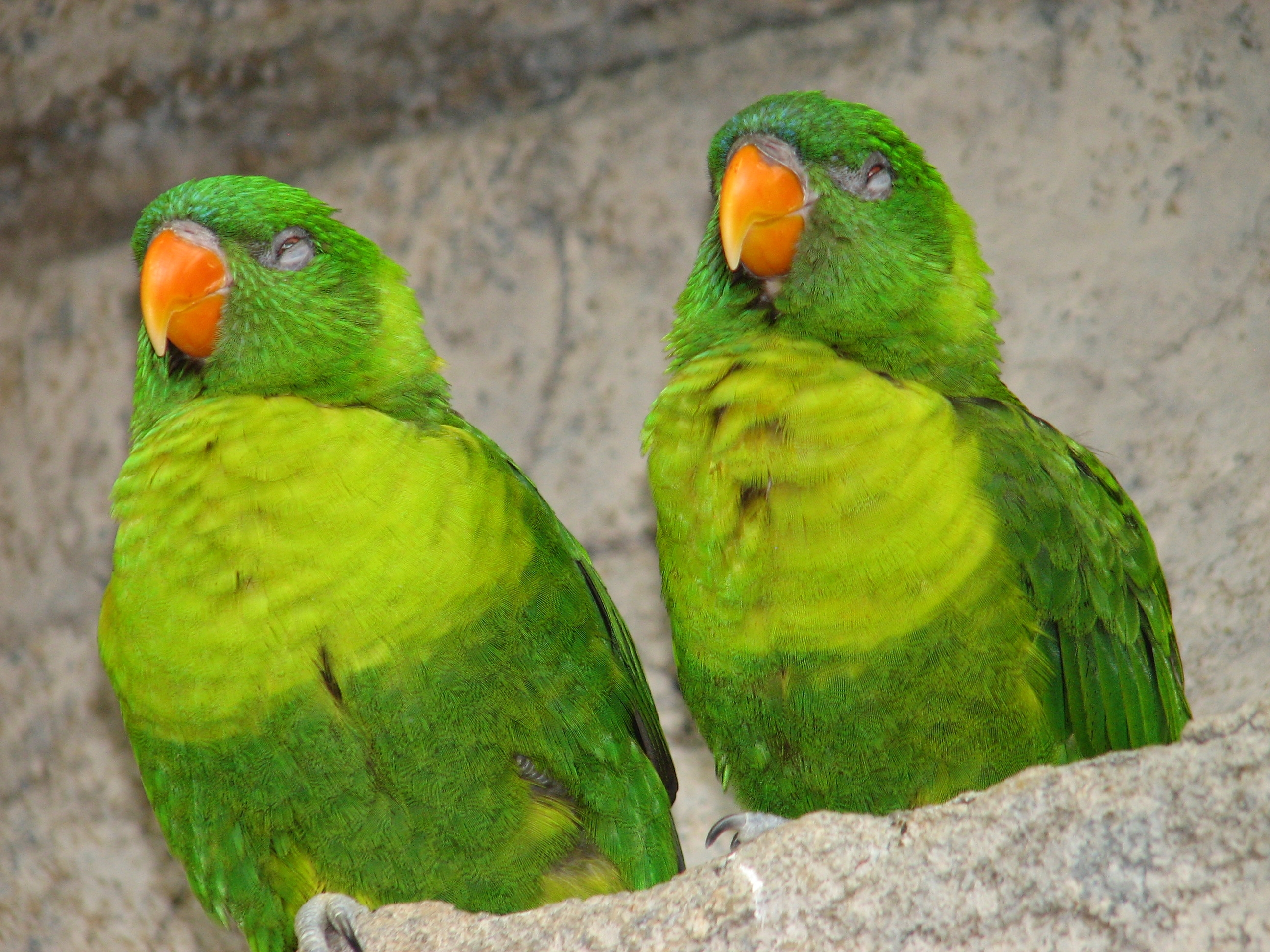
Schlafende Weberloris

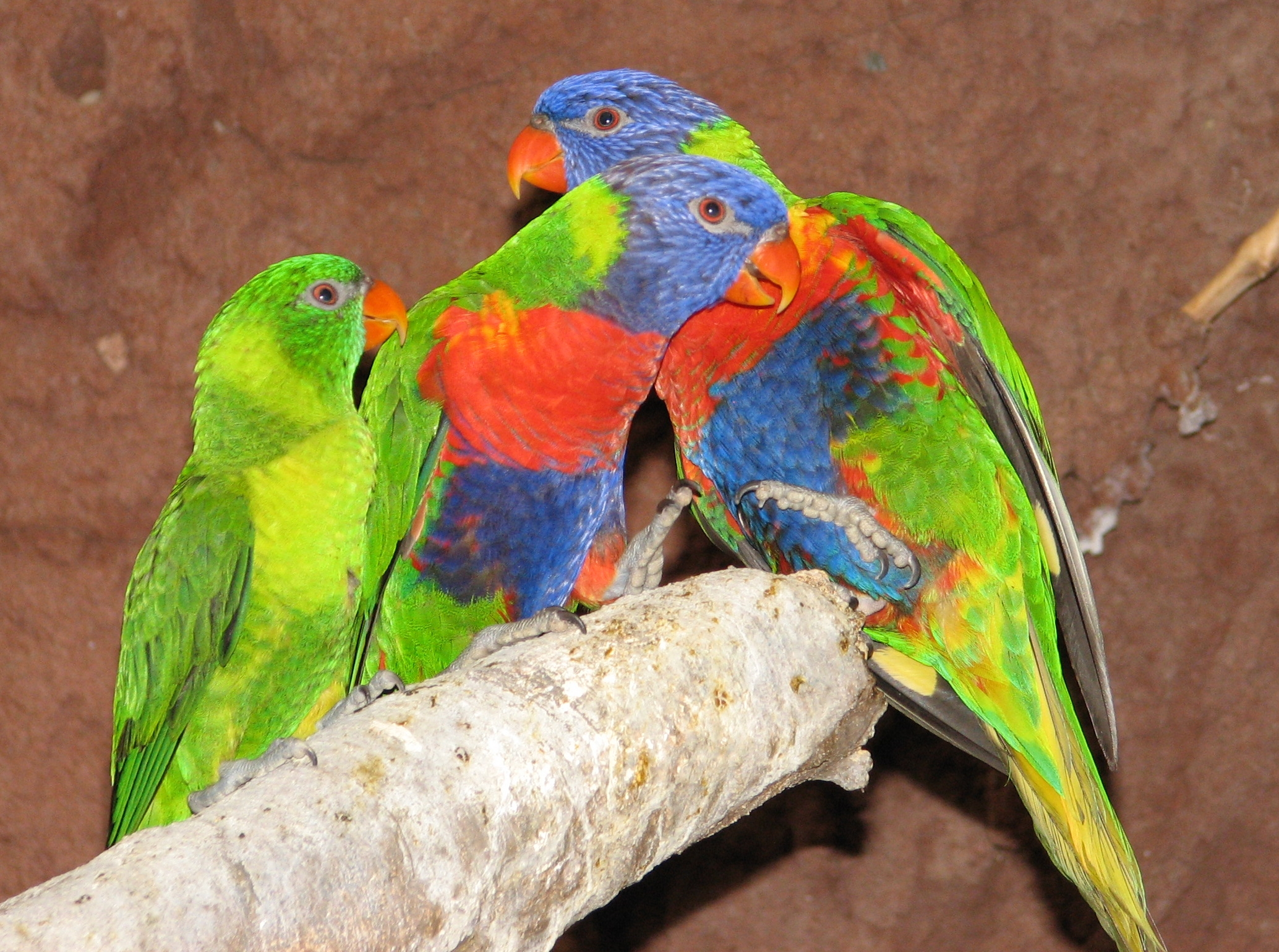
Weberlori zusammen mit Regenbogenloris in einer Voliere

Der Weberlori (Trichoglossus weberi) auch Flores-Allfarblori ist eine Art aus der Familie der Eigentlichen Papageien.

## Merkmale
Bei den meisten Keilschwanzloris überwiegt die Farbe grün, aber von ihnen allen ist der Weberlori der grünste. Deshalb wird er auch manchmal Grünlori genannt. Außer dem hell-orangen Schnabel, der rötlich-braunen Iris und ein paar gelben Stellen im Nacken-, Schulter- und Brustbereich, die das Grün heller wirken lassen, ist er grün. An den Schenkeln, im Afterbereich und Schwanzdecken ist dieser Farbton ebenfalls mit etwas Gelb durchzogen. Die Füße sind grau. Der Weberlori ist 21,5 cm groß und wiegt zwischen 100 und 115 g.

## Verbreitung und Lebensraum
Der Weberlori ist eine endemische Art auf Flores und lebt in den dichten Bergwäldern bis zu einer Höhe von 1400 m. Er liebt besonders die Kasuarinen, deren Pollen und Nektar er bevorzugt.

## Taxonomie
1894 wurde der Weberlori erstmals von Johann Büttikofer wissenschaftlich beschrieben und als Psitteuteles weberi bezeichnet. Er ordnete ihn damals der Gattung der Grünloris zu.
Der Weberlori ist ein seltener Gast auf den Vogelmärkten. Erst zu Beginn des 20. Jahrhunderts kam er nach Großbritannien und die weltweit erste Zucht gelang 1970 im selben Land. Die Art wurde zu Ehren von Max Wilhelm Carl Weber benannt.
Es existieren gemäß den großen taxonomischen Organisationen keine Unterarten.

## Bestand und Gefährdung
Die aktuelle taxonomische Einordnung stuft den Weberlori auf der Roten Liste gefährdeter Arten als „potentiell gefährdet“ (near threatened) ein. Die Anzahl der adulten Vögel wird auf 10'000 bis 19'999 mit einer sinkenden Tendenz geschätzt.

## Handel
Die Kontrolle des Handels wird über CITES Anhang II geregelt. Die Ein- und Ausfuhr sowie die Wiederausfuhr erfordert eine Genehmigung oder Bescheinigung des jeweiligen Ausfuhrstaates.